# Caraboctonidae
Caraboctonidae je čeleď štírů, která byla vyčleněna z čeledi Iuridae. Obsahuje 4 rody a 18 druhů. Jejich jed není nebezpečný, bodnutí některých druhů je však bolestivé.
Některé druhy této čeledi jsou chovány v zajetí, často chovaným je např. rod Hadrurus.
Největším zástupcem čeledi je Hadrurus arizonensis, který může dosahovat velikosti až 14 cm.

## Rody
- Caraboctonus, Pocock, 1893
- Hadrurus, Thorell, 1876
- Hadruroides, Pocock, 1893
- Hoffmannihadrurus, Fet a kol., 2004